# Colbordolo

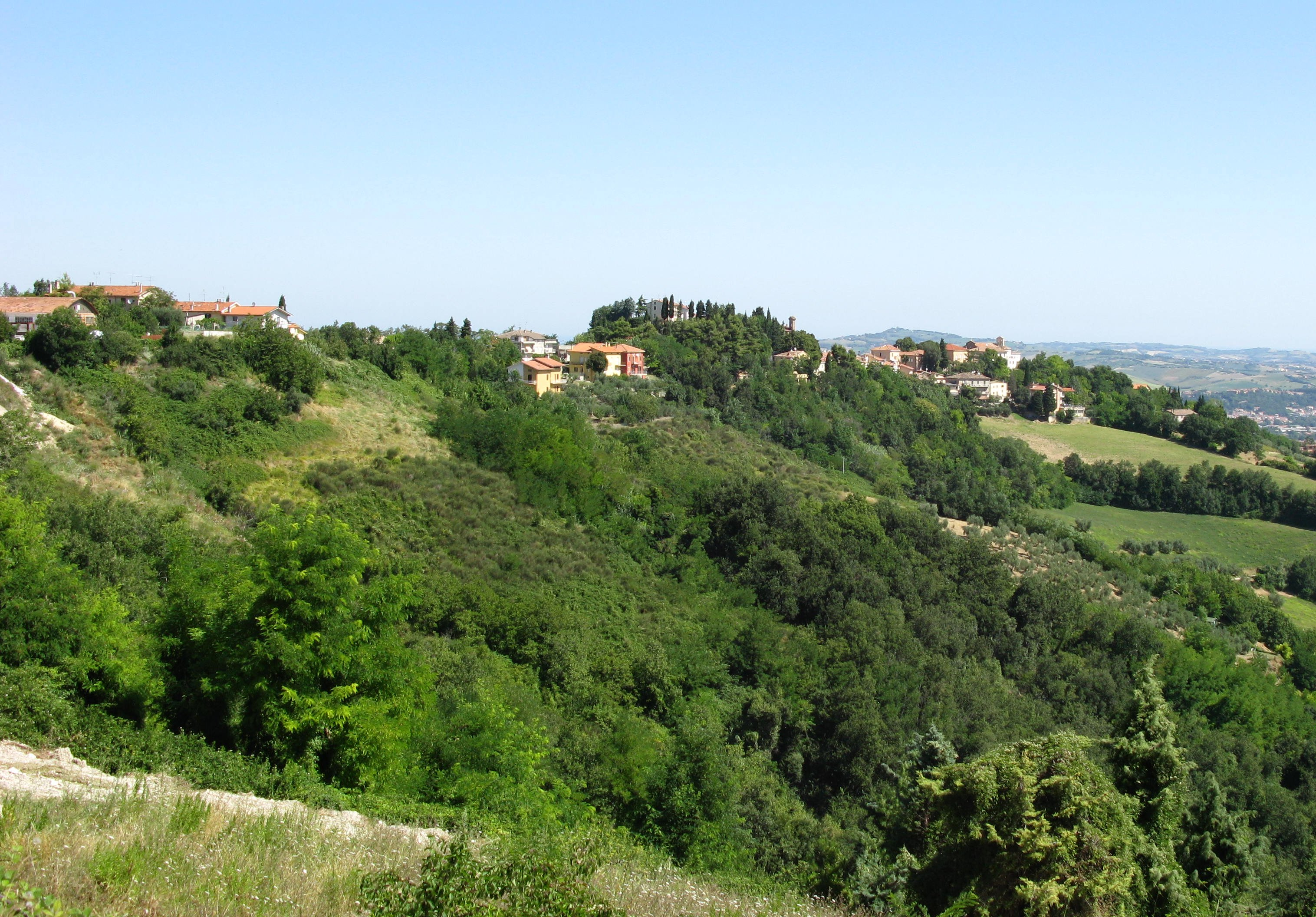
Colbordolo.

Colbordolo é uma comuna italiana da região dos Marche, Província de Pesaro e Urbino, com cerca de 5.081 habitantes. Estende-se por uma área de 27 km², tendo uma densidade populacional de 188 hab/km². Faz fronteira com Montecalvo in Foglia, Montelabbate, Petriano, Sant'Angelo in Lizzola, Tavullia, Urbino.